# Wayugiya
 (juin 2008).
Si vous disposez d'ouvrages ou d'articles de référence ou si vous connaissez des sites web de qualité traitant du thème abordé ici, merci de compléter l'article en donnant les références utiles à sa vérifiabilité et en les liant à la section « Notes et références ».
Wayugiya est la capitale du royaume mossi de Boussouma.

## Histoire
Elle a été fondée en 1723 par Naaba Kienga alors que la capitale du Royaume du Yatenga du même nom, Ouahigouya, a été créée en 1757, soit plus de 30 ans après. Mais le colonisateur a préféré la rebaptiser Boussouma, du nom même du royaume afin d'éviter d'avoir deux villes homonymes.  
Le village de Wayugyia est dirigé par un chef de village nommé par le Roi et appelé Wayugiya Naaba qui est en même temps ministre au palais royal et s'occupe de la protection mystique rapprochée du Roi et de sa famille nucléaire. 
Le plus illustre des Wayugiya Naaba est Nointarba (fils de Belemnooma) qui fut un grand et intrépide guerrier dans l'équipe de guerre conduite par Balm Naaba Targnèbga et qui fit parler d'elle pendant le riche règne de Naaba Ligdi. Il fit notamment partie des expéditions guerrières et de toutes les campagnes que Ligdi entreprit de 1866 à 1890 et même des dernières campagnes de Naaba Koom avant l'assassinat de Targnebga. 